# Мраморная Скульптура (созвездие)

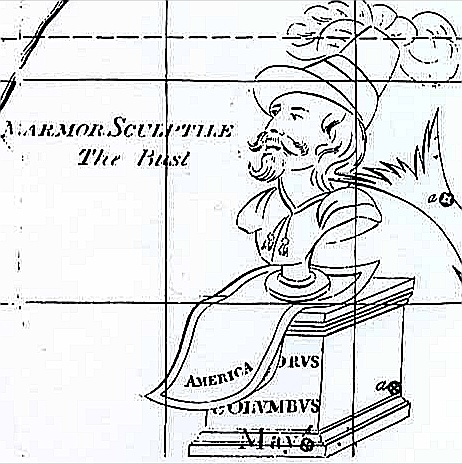
Изображение созвездия на Карте звездного неба в проекции Меркатора

Мра́морная Скульпту́ра или Бюст (лат. Marmor Sculptile) — отменённое созвездие южного полушария неба. Предложено американским астрономом Вильямом Кросвеллом в 1810 году в изданной в Бостоне работе «Карта звездного неба в проекции Меркатора…». В издании созвездие имело две подписи: по латыни — «Мраморная Скульптура» — и на английском языке — «Бюст» (англ. The Bust).
Созвездие посвящалось Христофору Колумбу и располагалось на месте созвездия Сетка.
Созвездие не пользовалось популярностью среди астрономов. Ныне созвездие не числится в официальном списке созвездий, составленном Международным астрономическим союзом.